# Halloween: Resurrection
Halloween: Resurrection (bra: Halloween – Ressurreição; prt: Halloween: A Ressurreição, ou Halloween - A Ressurreição) é um filme estadunidense de 2002, dos gêneros suspense e terror, dirigido por Rick Rosenthal.
É o sétimo filme da série com o personagem Michael Myers — ou oitavo, se considerar Halloween III - A Noite das Bruxas como parte da série.

## Sinopse
Um grupo de estudantes universitários é contratado por uma empresa para passar uma noite na casa em que Michael Myers passou a infância, com transmissão ao vivo pela internet, de forma a divulgar o lançamento do site Dangertainment.com. Porém, ao chegar no local eles começam a perceber que terão que enfrentar uma verdadeira batalha para sair da casa com vida, já que Michael Myers está de volta e disposto a acabar com os intrusos.

## Elenco
- Brad Loree — Michael Myers
- Busta Rhymes — Freddie Harris
- Bianca Kajlich — Sara Moyer
- Sean Patrick Thomas — Rudy Grimes
- Daisy McCrackin — Donna Chang
- Katee Sackhoff — Jennifer Danzig
- Luke Kirby — Jim Morgan
- Thomas Ian Nicholas — Bill Woodlake
- Ryan Merriman — Myles Barton
- Tyra Banks — Nora Winston
- Billy Kay — Scott
- Jamie Lee Curtis - Laurie Strode